# أبو علي الهاشمي
الشريف أبو علي محمد بن أحمد بن أبي موسى الهاشمي البغدادي ويُعرف اختصارًا بـ أبو علي الهاشمي أو ابن أبي موسى (345 - 428 هـ / 957 - 1037 م) أحد أئمة الحنابلة وفضلائهم.

## نسبه
محمد بن أحمد بن محمد بن أبي موسى [واسم أبي موسى عيسى] بن أحمد بن موسى بن محمد بن إبراهيم بن عبد الله بن معبد بن العباس بن عبد المطلب.

## سيرته
ولد ببغداد في شهر ذي القعدة من سنة 345 هـ.
سمع محمد بن المظفر (ت. 379 هـ)، وأخذ عن أبي الحسين محمد بن أحمد بن إسماعيل، المعروف بابن سمعون (ت. 387 هـ)، وصحب أبا الحسن التميمي وغيره من شيوخ المذهب.
تفقه في المذهب وتمرس فيه، وكان يُدرّس ويفتي في جامع المنصور ببغداد، وذاع صيته واشتهر، فكان له القدم العالي والحظ الوافي عند الإمامين القادر بالله والقائم بأمر الله، فتولى القضاء لهما.
لم يشغله القضاء والإفتاء والتدريس عن التصنيف، فصنف كتاب «الإرشاد»، وشرح كتاب الخرقي ، قال ابن أبي يعلى: شاهدت أجزاء بخطه منه.
اشتغل ابن أبي موسى بالعلم والتدريس والإفتاء، حتى ولاه الخليفة العباسي القادر بالله قضاء الكوفة، فكان عليه إلى وفاته سنة 422 هـ فخلف من بعده ابنه القائم بأمر الله فأقر ابن أبي موسى على القضاء إلى أن توفي.
وكان مع قربه من الخلفاء عفيفاً شريفاً، قوالاً بالحق، عاملاً به، حتى وقعت جفوة بينه وبين القادر بالله، فعزله عن القضاء مدة؛ قال ابن أبي يعلى: «وذكر أبو علي بن شوكة قال: اجتمعنا جماعة من الفقهاء، فدخلنا على القاضي أبي علي بن أبي موسى الهاشمي، فذكرنا له فَقْرَنا وشدةَ ضُرِّنا، فقال لنا: اصبروا فإن الله سيرزقكم ويوسِّع عليكم، وأحدّثكم في مثل هذا ما تطيب به قلوبكم، أذكر سنةً من السنين وقد ضاق بي الأمر شيء عظيم، حتى بعت رجلًا داري، ونفد جميعه، ونقَضْتُ الطبقة الوسطى في داري وبعتُ أخشابها، وتقوَّتُّ بثمنها، وقعدت في البيت لم أخرج، وبَقيْتُ سنة. فلما كان بعد سنة، قالت لي المرأة: الباب يدق، فقلت: افتحي له الباب. ففعلَتْ، فدخل رجل فسلَّم عليَّ، فلما رأى حالي لم يجلس حتى أنشدني وهو قائم:
لَيْسَ مِنْ شِدَّةٍ تُصِيْبُكَ إلَّا … سَوْفَ تَمْضِي وَسَوْفَ تُكْشَفُ كَشْفَا

لا يَضِقْ ذَرْعُكَ الرَّحيْبُ فإنَّ النَّـ … ـــارَ يَعْلُو لَهِيْبُهَا ثُمَّ تُطْفَا

قَدْ رَأَيْنَا مَنْ كَانَ أَشْفَى عَلَى الهلْـ … ــــكِ فَوَافَتْ نَجَاتُهُ حِيْنَ أَشْفَى
ثم خرج عني ولم يقعد، فتفاءلت بقوله، فلم يخرج اليوم حتى جاءني رسول القادر بالله، ومعه ثياب ودنانير وبغلة بمركب، ثم قال لي: أجب أمير المؤمنين، وسلّم إليَّ الدنانير والثياب والبغلة، فغيَّرت من حالي، ودخلت الحمام، وصرت إلى القادر بالله، فردّ إليّ قضاء الكوفة وأعمالها، وأَثْرى حالي».
قال رزق الله بن عبد الوهاب: حضرته وهو في مرض موته، فقال لي: اسمع مني الاعتقاد، ولا تشك في عقلي، فما رأيت الملكين بعد.
توفي يوم الأحد الثالث من شهر ربيع الآخر سنة 428 هـ، وصلى عليه الجم الغفير بجامع المنصور ودفن بباب حرب قرب قبر أحمد بن حنبل.
هو عم الشريف أبي جعفر بن أبي موسى الهاشمي.

## تلاميذه
تتلمذ على ابن أبي موسى في حلقات تدريسه ومجالسه عدد من الفضلاء، من أبرزهم :
- الخطيب البغدادي، صاحب تاريخ بغداد، قال عند ذكره ترجمة ابن أبي موسى: «كتبت عنه، وكان ثقة».[6]
- أبو إسحاق الشيرازي، صاحب «المهذب» و «التنبيه» و«طبقات الفقهاء». قال في طبقاته: «حضرت حلقته - يعني ابن أبي موسى - وانتفعت به كثيراً».[11]
- المبارك بن عبد الجبار بن أحمد أبو الحسين الصيرفي، المعروف بابن الطُّيُوري،[12] سمع من ابن أبي موسى باب الاعتقاد الذي ورد في أول كتاب «الإرشاد» ورواه عنه.
- رزق الله بن عبد الوهاب التميمي، قال ابن أبي يعلى: «تفقه على القاضي أبي علي ابن أبي موسى».[13]
- ابن المراق الحلواني، تفقه على ابن أبي موسى، وأخذ عنه.[14]
- الحسن بن أحمد بن عبد الله ابن البناء البغدادي، قال ابن رجب: «حضر عند أبي علي ابن أبي موسى، وناظر في مجلسه».[15]

## مؤلفاته
له من المصنفات:
- الإرشاد إلى سبيل الرشاد.[5]
- شرح مختصر الخرقي.[5]
- مقدمة في اعتقاد أحمد بن حنبل.[17]

## وصلات خارجية
- عقيدة الإمام أبي علي الهاشمي الحنبلي.
- المقدِّمَةُ الأُصُولِيَّةُ للقاضي ابن أَبِي مُوسَى الهَاشِمِيِّ الحنْبَلِيِّ (توفي عام 428ه) تحقيقٌ ودِرَاسةٌ.
- ابن ابي موسى الحنبلي واراؤه الفقهية في المعاملات : دراسة مقارنة.
- ابن أبي موسى الحنبلي (رحمه الله) وآراؤه الفقهية في العبادات.
- المسائل الفقهية التي خالف فيها ابن أبي موسى (ت:428هـ) المشهور من المذهب من أول صلاة الكسوف إلى نهاية باب الاعتكاف جمعًا ودراسة.